# Vilius argentums est auro, virtutibus aurum
 Vilius argentums est auro, virtutibus aurum  лат. (изговор: вилијус аргентум ест ауро, виртутибус аурум). Лошије је сребро од злата, а злато од врилине. (Хорације)

## Поријекло изрека
Изрекао Римски лирски пјесник Хорација у  посљедњeм вијеку  старе ере о систему вриједности.“

## Тумачење
Мора се знати систем вриједности и како је он степенован. Иду: сребро, злато и на крају врлина. Хорације инсистира на врлини као највишој у хијерархији богатстава.